# Shigeyoshi Suzuki (réalisateur)
Pour les articles homonymes, voir Shigeyoshi Suzuki (homonymie) et Suzuki (homonymie).
Shigeyoshi Suzuki (鈴木重吉, Suzuki Shigeyoshi), né le 20 juin 1900 et mort le 8 octobre 1976, est un réalisateur et scénariste japonais.

## Biographie
En 1930, Shigeyoshi Suzuki réalise Le Geste inexpliqué de Sumiko (avec Keiko Takatsu dans le rôle principal), un sommet dans le genre keiko-eiga (film à caractère contestataire) tiré d'une pièce de l'écrivain gauchiste Seikichi Fujimori. Le film fait un triomphe, allant jusqu'à provoquer des émeutes selon la presse de l'époque, c'est le film qui a rapporté le plus d'argent de toute l'histoire du cinéma muet japonais. La revue Kinema Junpō le désigne meilleur film japonais de l'année 1930.
Shigeyoshi Suzuki a réalisé plus de cinquante films et écrit vingt scénarios entre 1924 et 1957.

## Filmographie

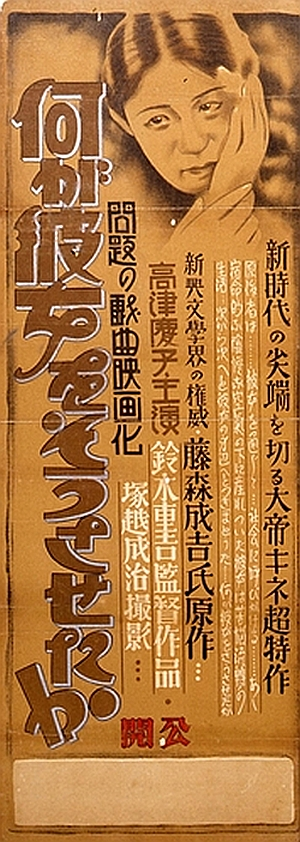
Affiche de Le Geste inexpliqué de Sumiko (1930).

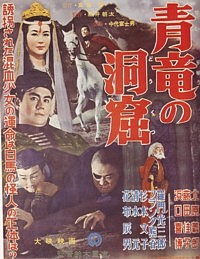
Affiche de Seiryū no dōkutsu (1956).

Sauf indication contraire, la filmographie de Shigeyoshi Suzuki est établie à partir de la base de données JMDb.

### Comme réalisateur
La mention « +scénariste » indique que Shigeyoshi Suzuki est aussi auteur du scénario.

#### Années 1920
- 1926 : Tsuchi ni kagayaku (土に輝く?) +scénariste
- 1926 : Undōka (運動家?)
- 1926 : Unmei no ko (運命の子?)
- 1926 : Ningen ai (人間愛?)
- 1926 : Kiri no naka no tomoshibi (霧の中の灯?)
- 1926 : Hadaka sōdōki (裸騒動記?)
- 1926 : Rajo (裸女?) +scénariste
- 1926 : Kyokuba-dan no shimai (曲馬団の姉妹?) coréalisé avec Torajirō Saitō
- 1926 : Otoshiana (おとし穽?) +scénariste
- 1927 : Fuyuyasumi (冬休み?)
- 1927 : Seiga (青蛾?)
- 1927 : Hibari (雲雀?)
- 1927 : Yowamushi (弱虫?) +scénariste
- 1927 : Le Tour de passe-passe (闇の手品, Kurayami no tejina?)[6],[7]
- 1928 : Tanaka taishō no shiyōnen jidai (田中宰相の少年時代?)
- 1929 : Koi no jazu (恋のジャズ?) +scénariste

#### Années 1930
- 1930 : Le Geste inexpliqué de Sumiko (何が彼女をそうさせたか, Nani ga kanojo o sō saseta ka?) +scénariste
- 1930 : Odoru gen'ei (踊る幻影?)[8]
- 1930 : Komori uta (子守歌?)
- 1930 : Ude (腕?) +scénariste
- 1931 : Aisubeku (愛すべく?) +scénariste
- 1931 : Nani ga kanojo o koroshitaka (何が彼女を殺したか?)[9] +scénariste
- 1931 : Kyoko (故郷?)[9]
- 1931 : Eikan namida ari (栄冠涙あり?)
- 1932 : Kuma no deru kaikonchi (熊の出る開墾地?)
- 1932 : Konjiki yasha (金色夜叉?) co-réalisé avec Saburō Aoyama
- 1933 : Ginrei Fuji ni yomigaeru (銀嶺富士に甦る?)
- 1933 : Seishun mujō (青春無情?) +scénariste
- 1933 : Sōbō kokubō (蒼眸黒眸?)
- 1934 : Misomerareta seinen (見染められた青年?) +scénariste
- 1934 : Ushio (潮?) +scénariste
- 1934 : Karisome no kuchibeni (雁来紅?)
- 1935 : Teisō mondō: Kogen no maki (貞操問答 高原の巻?)
- 1935 : Teisō mondō: Tokai no maki (貞操問答 都会の巻?)
- 1935 : Uramachi no kanpai (裏町の乾杯?)
- 1935 : Hanayome gakkō (花嫁学校?)
- 1936 : Yōjō no kangeki (洋上の感激?)
- 1936 : Raimei (雷鳴?)
- 1936 : Le Nouveau Gessho (新月抄, Shingetsu shō?) co-réalisé avec Minoru Murata
- 1937 : Gendai Nihon (現代日本?)
- 1937 : Jōkonki: Masago no maki (淨婚記 真砂の巻?) +scénariste
- 1937 : Jōkonki: Hifumi no maki (淨婚記 比芙美の巻?) +scénariste
- 1938 : Shōkokumin (小国民?)
- 1938 : Tōyō heiwa no michi (東洋平和の道?) +scénariste
- 1939 : Fuki haru yume (富貴春夢?)

#### Années 1950
- 1950 : Tokyo rumba (東京ルムバ, Tōkyō rumuba?)
- 1950 : Aishū no minato: Yakuza burūsu (哀愁の港 やくざブルース?)
- 1954 : Atarashiki ten (新しき天?)
- 1954 : Haha chigusa (母千草?)
- 1955 : Ojōsan sensei (お嬢さん先生?)
- 1955 : Tōkyō bōryokudan (東京暴力団?)
- 1955 : Burūba (ブルーバ?)
- 1956 : Jagā no me (豹の眼?) +scénariste
- 1956 : Seiryū no dōkutsu (青竜の洞窟?) +scénariste

### Comme scénariste
- 1924 : Yubiwa (指輪?) de Kiyohiko Ushihara
- 1925 : Natsukashi no Kamata (懐かしの蒲田?) de Kiyohiko Ushihara

## Récompense
- 1931 : prix Kinema Junpō du meilleur film japonais de l'année 1930 pour Le Geste inexpliqué de Sumiko[4]